# Герсон, Клаус
Клаус Оскар Герсон (англ. Claus Oscar Gerson; 12 ноября 1917, Гамбург — 22 января 2010, Грейт-Нек, Нью-Йорк) — американский хоккеист на траве, полевой игрок. Участник летних Олимпийских игр 1948 года.

## Биография
Клаус Герсон родился 12 ноября 1917 года в немецком городе Гамбург. По национальности еврей.
В 1939 году в подростковом возрасте вместе с семьёй эмигрировал в США и получил американское гражданство. Жил в нью-йоркском нейборхуде Джэксон-Хайтс.
В составе американской армии участвовал во Второй мировой войне.
Играл в хоккей на траве за Нью-Йоркский теннисно-хоккейный клуб.
В 1948 году вошёл в состав сборной США по хоккею на траве на летних Олимпийских играх в Лондоне, поделившей 10-12-е места. Играл в поле, провёл 3 матча, мячей не забивал.
Умер 22 января 2010 года в нью-йоркском пригороде Грейт-Нек.